# 紫花虎耳草
紫花虎耳草（学名：Saxifraga bergenioides），为虎耳草科虎耳草属下的一个植物种。